# Symphurus hondoensis
Symphurus hondoensis és un peix teleosti de la família dels cinoglòssids i de l'ordre dels pleuronectiformes que viu al sud del Japó.